# Jiří Dudáček
Jiří Dudáček est un joueur de hockey sur glace né le 4 avril 1962.

## Carrière
HC Kladno 	   Extraliga (Tch.) 	1987/91
ETC Crimmitschau 	   2.Liga Süd (All.) 	1994/95